# ミラン・オブレノヴィッチ2世
ミラン・オブレノヴィッチ2世（セルビア語: Милан Обреновић II、1819年10月21日 - 1839年7月8日）は、セルビア公（在位：1839年）。

## 生涯

### 生い立ち
セルビア公ミロシュ・オブレノヴィッチ1世の長男として生まれたが、生まれつき病弱であった。現在のベオグラード大学の前身にあたるベオグラード高等学校を卒業し、フランス語とドイツ語を習得した。1830年にセルビアが自治権を獲得すると、父の次期公位継承者となった。

### 即位
父のミロシュ・オブレノヴィッチ1世は1839年6月25日にミランに譲位したが、この時ミランは病床にあり、意識を取り戻すことなく1839年7月8日に死去した。このため、セルビア公ミラン・オブレノヴィッチ2世の名で発布された公文書は1つもなかった。病気と在位期間の短さから、自身が統治者となったことを認識していなかった可能性がある。
死後、パリルラ（Palilula）の教会に埋葬されたが、後にベオグラードの天使首ミハイル大聖堂へ改葬された。弟のミハイロがミハイロ・オブレノヴィッチ3世として公位を継承し、後に摂政が置かれた。
| ミラン・オブレノヴィッチ2世 オブレノヴィッチ家 1819年10月21日 - 1839年7月8日 |                   |                                    |
| 爵位・家督                                                                   |                   |                                    |
| 先代 ミロシュ・オブレノヴィッチ1世                                           | セルビア公 1839年 | 次代 ミハイロ・オブレノヴィッチ3世 |